# Томазо Албинони
Томазо Албинони (на италиански: Tomaso Giovanni Albinoni) е италиански композитор от епохата на барока.

## Биография
Роден в семейството на богат венециански търговец на хартия, Албинони по неизвестен начин успява да се изучи като певец и изтъкнат цигулар. Тъй като не е член на гилдията на изпълнителите, няма възможност да свири публично и затова се насочва към композирането. За разлика от други композитори от това време, той не търси назначение в църква или благороднически двор, а действа като независим композитор (сам наричайки себе си „dilettante veneto“), подкрепян от богатото си семейство и впоследствие освободен от дълга да поеме семейния занаят (който му се полагал, като на първороден син), съгласно завещанието на баща му. През 1722 г. Максимилиан Емануел II, курфюрст на Бавария, на когото Албинони е посветил дванайсет концерта, го кани като оперен диригент на сватбеното празненство на сина си курпринц Карл Албрехт и Мария Амалия.
Албинони остава да живее във Венеция през целия си живот, като се жени за оперната певица Маргарита Раймонди. Той написва най-малко петдесет опери, но е най-известен със своите концерти за обой. Той е първият италианец композирал такива концерти. Съвременниците на Албинони сравняват музиката му с тази на Корели и Вивалди. Неговата инструментална музика привлича вниманието на Йохан Себастиан Бах, който написва поне две фуги по теми на Албинони и постоянно използва неговите басови линии като упражнения за учениците си.
Част от творчеството на Албинони (който далеч не публикува всичките си произведения) е загубено при разрушаването на Дрезденската държавна библиотека по време на Втората световна война. Малко се знае за живота и музиката му след 1720 г. Прочутото Адажио в сол минор (Adagio In G Minor) е реконструкция (или по-скоро композиция) на Ремо Джацото от 1945 г., основано на кратък фрагмент от бавна част (най-вероятно за трио соната), който той открива сред развалините на библиотеката.